# Моисеев, Леонид Сергеевич
Леони́д Серге́евич Моисе́ев (23 апреля 1950, д. Михайловичи, Горецкий район — 9 мая 2019, Могилёв) — бывший генеральный директор ОАО Агрокомбинат «Заря» Могилёвского района Могилёвской области, кавалер ордена Отечества 3-х степеней — высшего ордена Республики Беларусь, дважды избирался в Совет Республики Беларусь.
Заслуженный работник сельского хозяйства Республики Беларусь (1996).

## Биография
Родился 23 апреля 1950 года в семье колхозников, после окончания средней школы поступил в Бакинское мореходное училище. Окончив мореходку, отслужил в Советской армии. Затем работал в нефтяной промышленности. Руководил бригадой в Стройтресте № 17, который возводил гигант белорусской промышленности «Лавсан». Получил сельскохозяйственное образование в Витебском ветеринарном институте.
Окончив институт, начал работать главным зоотехником колхоза «Победа» Могилёвского района, затем председателем колхоза «Борок». В 1987 году возглавил колхоз «Заря» Могилевского района, а когда было проведено акционирование хозяйства и создано ОАО «Агрокомбинат «Заря», был избран генеральным директором.
Под его руководством было проведена полномасштабная техническая модернизация производства, расширен свиноводческий и тёлочный комплексы, построены новые фермы. Было переоснащение животноводческих помещений установками по регулировке микроклимата, построены молочно-товарные фермы с без привязным содержанием коров, освоено новое направление производства — выращивание бройлеров. В ветеринарном обслуживании стали применяться препараты нового поколения ведущих фирм СНГ и Европы, обновлён машинно-тракторный парк.
С 2015 по 2018 гг. был председателем Наблюдательного совета ЗАО «Агрокомбината Заря».
Скончался 9 мая 2019 года.

## Награды
- орден Отечества I степени (2011)
- орден Отечества II степени (2006)
- орден Отечества III степени (2001)[1]
- орден «Знак Почёта» (1989)
- медаль «65 лет Победы в Великой Отечественной войне 1941—1945 гг.» (2010)
- медаль «65 год вызвалення Рэспублікі Беларусь ад нямецка-фашысцкіх захопнікаў» (2009)
- медаль «90 лет Вооруженных Сил Республики Беларусь» (2008)
- Почетная грамота Национального собрания Республики Беларусь (2010)
- Почетная грамота Межпарламентской Ассамблеи Евразийского экономического сообщества (2010)
- Заслуженный работник сельского хозяйства Республики Беларусь (1996).

## Память
25 июня 2020 года в агрогородке Речки Могилевского района Могилёвской области был открыт бюст Л. С. Моисееву.